# Seznam zmagovalcev Odprtega prvenstva ZDA - ženske dvojice
Seznam zmagovalcev teniškega turnirja Odprto prvenstvo ZDA med ženskimi dvojicami.

## Zmagovalke po letih
| Leto | Zmagovalki                                           | Drugi                                       | Rezultat finala         |
| ---- | ---------------------------------------------------- | ------------------------------------------- | ----------------------- |
| 1889 | Margarette Ballard Bertha Townsend                   | Marian Wright Laura Knight                  | 6–0, 6–2                |
| 1890 | Ellen Roosevelt Grace Roosevelt                      | Bertha Townsend Margarette Ballard          | 6–1, 6–2                |
| 1891 | Mabel Cahill Emma Leavitt Morgan                     | Grace Roosevelt Ellen Roosevelt             | 2–6, 8–6, 6–4           |
| 1892 | Mabel Cahill Adeline McKinlay                        | Helen Day Harris Amy Williams               | 6–1, 6–3                |
| 1893 | Aline Terry Harriet Butler                           | Augusta Schultz Miss Stone                  | 6–4, 6–3                |
| 1894 | Helen Hellwig Juliette Atkinson                      | Annabella C. Wistar Amy Williams            | 6–4, 8–6, 6–2           |
| 1895 | Helen Hellwig Juliette Atkinson                      | Elisabeth Moore Amy Williams                | 6–2, 6–2, 12–10         |
| 1896 | Elisabeth Moore Juliette Atkinson                    | Annabella C. Wistar Amy Williams            | 6–4, 7–5                |
| 1897 | Juliette Atkinson Kathleen Atkinson                  | Mrs. F. Edwards Elizabeth Rastall           | 6–2, 6–1, 6–1           |
| 1898 | Juliette Atkinson Kathleen Atkinson                  | Marie Wimer Carrie Neely                    | 6–1, 2–6, 4–6, 6–1      |
| 1899 | Jane Craven Myrtle McAteer                           | Maud Banks Elizabeth Rastall                | 6–1, 6–1, 7–5           |
| 1900 | Edith Parker Hallie Champlin                         | Marie Wimer Myrtle McAteer                  | 9–7, 6–2, 6–2           |
| 1901 | Juliette Atkinson Myrtle McAteer                     | Marion Jones Elisabeth Moore                | b.b.                    |
| 1902 | Juliette Atkinson Marion Jones                       | Maud Banks Nona Closterman                  | 6–2, 7–5                |
| 1903 | Elisabeth Moore Carrie Neely                         | Miriam Hall Marion Jones                    | 8–4, 6–1, 6–1           |
| 1904 | May Sutton Bundy Miriam Hall                         | Elisabeth Moore Carrie Neely                | 3–6, 6–3, 6–3           |
| 1905 | Helen Homans Carrie Neely                            | Marjorie Oberteuffer Virginia Maule         | 6–0, 6–1                |
| 1906 | Ann Burdette Coe Ethel Bliss Platt                   | Helen Homans Clover Boldt                   | 6–4, 6–4                |
| 1907 | Marie Wimer Carrie Neely                             | Edna Wildey Natalie Wildey                  | 6–1, 2–6, 6–4           |
| 1908 | Evelyn Sears Margaret Curtis                         | Carrie Neely Mariam Steever                 | 6–3, 5–7, 9–7           |
| 1909 | Hazel Hotchkiss Wightman Edith Rotch                 | Dorothy Green Lois Moyes                    | 6–1, 6–1                |
| 1910 | Hazel Hotchkiss Wightman Edith Rotch                 | Adelaide Browning Edna Wildey               | 6–4, 6–4                |
| 1911 | Hazel Hotchkiss Wightman Eleonora Sears              | Dorothy Green Florence Sutton               | 6–4, 4–6, 6–2           |
| 1912 | Dorothy Green Mary K. Browne                         | Maud Barger-Wallach Mrs. Frederick Schmitz  | 6–2, 5–7, 6–0           |
| 1913 | Mary K. Browne Louise Riddell Williams               | Dorothy Green Edna Wildey                   | 12–10, 2–6, 6–3         |
| 1914 | Mary K. Browne Louise Riddell Williams               | Louise Raymond Edna Wildey                  | 10–8, 6–2               |
| 1915 | Hazel Hotchkiss Wightman Eleonora Sears              | Helen Homans McLean Mrs. G. L. Chapman      | 10–8, 6–2               |
| 1916 | Molla Bjurstedt Mallory Eleonora Sears               | Louise Raymond Edna Wildey                  | 4–6, 6–2, 10–8          |
| 1917 | Molla Bjurstedt Mallory Eleonora Sears               | Phyllis Walsh Grace Moore LeRoy             | 6–2, 6–4                |
| 1918 | Marion Zinderstein Eleanor Goss                      | Molla Bjurstedt Anna Rogge                  | 7–5, 8–6                |
| 1919 | Marion Zinderstein Eleanor Goss                      | Eleonora Sears Hazel Hotchkiss Wightman     | 10–8, 9–7               |
| 1920 | Marion Zinderstein Eleanor Goss                      | Eleanor Tennant Helen Baker                 | 6–3, 6–1                |
| 1921 | Mary K. Browne Louise Riddell Williams               | Helen Gilleaudeau Aletta Bailey Morris      | 6–3, 6–2                |
| 1922 | Marion Zinderstein Jessup Helen Wills Moody          | Edith Sigourney Molla Bjurstedt Mallory     | 6–4, 7–9, 6–3           |
| 1923 | Kitty McKane Godfree Phyllis Howkins Covell          | Hazel Hotchkiss Wightman Eleanor Goss       | 2–6, 6–2, 6–1           |
| 1924 | Hazel Hotchkiss Wightman Helen Wills Moody           | Eleanor Goss Marion Jessup                  | 6–4, 6–3                |
| 1925 | Mary K. Browne Helen Wills Moody                     | May Bundy Elizabeth Ryan                    | 6–4, 6–3                |
| 1926 | Elizabeth Ryan Eleanor Goss                          | Mary K. Browne Charlotte Chapin             | 3–6, 6–4, 12–10         |
| 1927 | Kitty McKane Godfree Ermyntrude Harvey               | Betty Nuthall Joan Fry                      | 6–1, 4–6, 6–4           |
| 1928 | Hazel Hotchkiss Wightman Helen Wills Moody           | Edith Cross Anna McCune Harper              | 6–2, 6–2                |
| 1929 | Phoebe Holcroft Watson Peggy Mitchell                | Phyllis Covell D.C. Shepherd Barron         | 2–6, 6–3, 6–4           |
| 1930 | Betty Nuthall Shoemaker Sarah Palfrey Cooke          | Edith Cross Anna McCune Harper              | 3–6, 6–3, 7–5           |
| 1931 | Betty Nuthall Shoemaker Eileen Bennett Whittingstall | Helen Jacobs Dorothy Round                  | 6–2, 6–4                |
| 1932 | Helen Jacobs Sarah Palfrey Cooke                     | Edith Cross Anna McCune Harper              | 3–6, 6–3, 7–5           |
| 1933 | Betty Nuthall Shoemaker Freda James                  | Helen Wills Moody Elizabeth Ryan            | b.b.                    |
| 1934 | Helen Jacobs Sarah Palfrey Cooke                     | Carolin Babcock Dorothy Andrus              | 4–6, 6–3, 6–4           |
| 1935 | Helen Jacobs Sarah Palfrey Cooke                     | Carolin Babcock Dorothy Andrus              | 6–4, 6–2                |
| 1936 | Marjorie Gladman Van Ryn Carolin Babcock Stark       | Helen Jacobs Sarah Palfrey Cooke            | 9–7, 2–6, 6–4           |
| 1937 | Sarah Palfrey Cooke Alice Marble                     | Marjorie Gladman Van Ryn Carolin Babcock    | 7–5, 6–4                |
| 1938 | Sarah Palfrey Cooke Alice Marble                     | Rene Mathieu Jadwiga Jedrzejowska           | 6–8, 6–4, 6–3           |
| 1939 | Sarah Palfrey Cooke Alice Marble                     | Kay Stammers Freda Hammersley               | 7–5, 8–6                |
| 1940 | Sarah Palfrey Cooke Alice Marble                     | Dorothy Bundy Marjorie Gladman Van Ryn      | 6–4, 6–3                |
| 1941 | Sarah Palfrey Cooke Margaret Osborne duPont          | Dorothy Bundy Pauline Betz                  | 3–6, 6–1, 6–4           |
| 1942 | Louise Brough Clapp Margaret Osborne duPont          | Pauline Betz Doris Hart                     | 2–6, 7–5, 6–0           |
| 1943 | Louise Brough Clapp Margaret Osborne duPont          | Mary Prentiss Patricia Todd                 | 6–1, 6–3                |
| 1944 | Louise Brough Clapp Margaret Osborne duPont          | Pauline Betz Doris Hart                     | 4–6, 6–4, 6–3           |
| 1945 | Louise Brough Clapp Margaret Osborne duPont          | Pauline Betz Doris Hart                     | 6–3, 6–3                |
| 1946 | Louise Brough Clapp Margaret Osborne duPont          | Mary Prentiss Patricia Todd                 | 6–1, 6–3                |
| 1947 | Louise Brough Clapp Margaret Osborne duPont          | Doris Hart Patricia Todd                    | 5–7, 6–3, 7–5           |
| 1948 | Louise Brough Clapp Margaret Osborne duPont          | Doris Hart Patricia Todd                    | 6–4, 8–10, 6–1          |
| 1949 | Louise Brough Clapp Margaret Osborne duPont          | Doris Hart Shirley Fry                      | 6–4, 10–8               |
| 1950 | Louise Brough Clapp Margaret Osborne duPont          | Doris Hart Shirley Fry                      | 6–2, 6–3                |
| 1951 | Shirley Fry Doris Hart                               | Nancy Chaffee Patricia Todd                 | 6–4, 6–2                |
| 1952 | Shirley Fry Doris Hart                               | Louise Brough Clapp Maureen Connolly        | 10–8, 6–4               |
| 1953 | Shirley Fry Doris Hart                               | Louise Brough Clapp Margaret Osborne duPont | 6–2, 7–9, 9–7           |
| 1954 | Shirley Fry Doris Hart                               | Louise Brough Clapp Margaret Osborne duPont | 6–4, 6–4                |
| 1955 | Louise Brough Clapp Margaret Osborne duPont          | Doris Hart Shirley Fry                      | 6–3, 1–6, 6–3           |
| 1956 | Louise Brough Clapp Margaret Osborne duPont          | Betty Pratt Shirley Fry                     | 6–3, 6–0                |
| 1957 | Louise Brough Clapp Margaret Osborne duPont          | Althea Gibson Darlene Hard                  | 6–2, 7–5                |
| 1958 | Jeanne Arth Darlene Hard                             | Althea Gibson Maria Bueno                   | 2–6, 6–3, 6–4           |
| 1959 | Jeanne Arth Darlene Hard                             | Maria Bueno Sally Moore                     | 6–2, 6–3                |
| 1960 | Maria Bueno Darlene Hard                             | Ann Haydon Deidre Catt                      | 6–1, 6–1                |
| 1961 | Darlene Hard Lesley Turner Bowrey                    | Edda Buding Yola Ramírez                    | 6–4, 5–7, 6–0           |
| 1962 | Maria Bueno Darlene Hard                             | Billie Jean Moffitt Karen Susman            | 4–6, 6–3, 6–2           |
| 1963 | Robyn Ebbern Margaret Smith                          | Darlene Hard Maria Bueno                    | 4–6, 10–8, 6–3          |
| 1964 | Billie Jean King Karen Hantze Susman                 | Margaret Smith Lesley Turner                | 3–6, 6–2, 6–4           |
| 1965 | Carole Caldwell Graebner Nancy Richey                | Billie Jean Moffitt Karen Susman            | 6–4, 6–4                |
| 1966 | Maria Bueno Nancy Richey                             | Billie Jean Moffitt Rosemary Casals         | 6–3, 6–4                |
| 1967 | Rosemary Casals Billie Jean King                     | Mary-Ann Eisel Donna Floyd Fales            | 4–6, 6–3, 6–4           |
| 1968 | Maria Bueno Margaret Court                           | Rosemary Casals Billie Jean King            | 4-6, 9-7, 8-6           |
| 1969 | Françoise Dürr Darlene Hard                          | Margaret Court Virginia Wade                | 0-6, 6–3, 6-4           |
| 1970 | Margaret Court Judy Tegart Dalton                    | Rosemary Casals Virginia Wade               | 6–3, 6-4                |
| 1971 | Rosemary Casals Judy Tegart Dalton                   | Gail Sherriff Chanfreau Françoise Dürr      | 6–3, 6-3                |
| 1972 | Françoise Dürr Betty Stöve                           | Margaret Court Virginia Wade                | 6-3, 1-6, 6-3           |
| 1973 | Margaret Court Virginia Wade                         | Rosemary Casals Billie Jean King            | 3-6, 6-3, 7-5           |
| 1974 | Rosemary Casals Billie Jean King                     | Françoise Dürr Betty Stöve                  | 7-6, 6-7, 6-4           |
| 1975 | Margaret Court Virginia Wade                         | Rosemary Casals Billie Jean King            | 7-5, 2-6, 7-6           |
| 1976 | Delina Boshoff Ilana Kloss                           | Olga Morozova Virginia Wade                 | 6-1, 6-4                |
| 1977 | Martina Navrátilová Betty Stöve                      | Renée Richards Betty Ann Grubb Stuart       | 6-1, 7-6                |
| 1978 | Billie Jean King Martina Navrátilová                 | Kerry Melville Reid Wendy Turnbull          | 7–6, 6–4                |
| 1979 | Betty Stöve Wendy Turnbull                           | Billie Jean King Martina Navrátilová        | 6-4, 6-3                |
| 1980 | Billie Jean King Martina Navrátilová                 | Pam Shriver Betty Stöve                     | 7–6, 7–5                |
| 1981 | Kathy Jordan Anne Smith                              | Rosemary Casals Wendy Turnbull              | 6-3, 6-3                |
| 1982 | Rosemary Casals Wendy Turnbull                       | Barbara Potter Sharon Walsh                 | 6-4, 6-4                |
| 1983 | Martina Navrátilová Pam Shriver                      | Rosalyn Fairbank Candy Reynolds             | 6-7, 6-1, 6-3           |
| 1984 | Martina Navrátilová Pam Shriver                      | Anne Hobbs Wendy Turnbull                   | 6–2, 6–4                |
| 1985 | Claudia Kohde-Kilsch Helena Suková                   | Martina Navrátilová Pam Shriver             | 6–7, 6–2, 6–3           |
| 1986 | Martina Navrátilová Pam Shriver                      | Hana Mandlíková Wendy Turnbull              | 6–4, 3–6, 6–3           |
| 1987 | Martina Navrátilová Pam Shriver                      | Kathy Jordan Elizabeth Sayers Smylie        | 5–7, 6–4, 6–2           |
| 1988 | Gigi Fernández Robin White                           | Patty Fendick Jill Hetherington             | 6–4, 6–1                |
| 1989 | Hana Mandlíková Martina Navrátilová                  | Mary Joe Fernández Pam Shriver              | 5–7, 6–4, 6–4           |
| 1990 | Gigi Fernández Martina Navrátilová                   | Jana Novotná Helena Suková                  | 6–2, 6–4                |
| 1991 | Pam Shriver Natalija Zverjeva                        | Jana Novotná Larisa Savčenko                | 6–4, 4–6, 7–6           |
| 1992 | Gigi Fernández Natalija Zverjeva                     | Jana Novotná Larisa Savchenko Neiland       | 7–6, 6–1                |
| 1993 | Arantxa Sánchez Vicario Helena Suková                | Amanda Coetzer Inés Gorrochategui           | 6–4, 6–2                |
| 1994 | Jana Novotná Arantxa Sánchez Vicario                 | Katerina Malejeva Robin White               | 6–3, 6–3                |
| 1995 | Gigi Fernández Natalija Zverjeva                     | Brenda Schultz McCarthy Rennae Stubbs       | 7–5, 6–3                |
| 1996 | Gigi Fernández Natalija Zverjeva                     | Jana Novotná Arantxa Sánchez Vicario        | 1–6, 6–1, 6–4           |
| 1997 | Lindsay Davenport Jana Novotná                       | Gigi Fernández Natalija Zverjeva            | 6–3, 6–4                |
| 1998 | Martina Hingis Jana Novotná                          | Lindsay Davenport Natalija Zverjeva         | 6–3, 6–3                |
| 1999 | Serena Williams Venus Williams                       | Chanda Rubin Sandrine Testud                | 4–6, 6–1, 6–4           |
| 2000 | Julie Halard-Decugis Ai Sugijama                     | Cara Black Jelena Lihovceva                 | 6–0, 1–6, 6–1           |
| 2001 | Lisa Raymond Rennae Stubbs                           | Kimberly Po-Messerli Nathalie Tauziat       | 6–2, 5–7, 7–5           |
| 2002 | Virginia Ruano Pascual Paola Suárez                  | Jelena Dementjeva Janette Husárová          | 6–2, 6–1                |
| 2003 | Virginia Ruano Pascual Paola Suárez                  | Svetlana Kuznecova Martina Navrátilová      | 6–2, 6–2                |
| 2004 | Virginia Ruano Pascual Paola Suárez                  | Svetlana Kuznecova Jelena Lihovceva         | 6–4, 7–5                |
| 2005 | Lisa Raymond Samantha Stosur                         | Jelena Dementjeva Flavia Pennetta           | 6–2, 5–7, 6–3           |
| 2006 | Nathalie Dechy Vera Zvonareva                        | Dinara Safina Katarina Srebotnik            | 7–6, 7–5                |
| 2007 | Nathalie Dechy Dinara Safina                         | Yung-Jan Chan Chia-Jung Chuang              | 6–4, 6–2                |
| 2008 | Cara Black Liezel Huber                              | Lisa Raymond Samantha Stosur                | 6–3, 7–6(6)             |
| 2009 | Serena Williams Venus Williams                       | Cara Black Liezel Huber                     | 6–2, 6–2                |
| 2010 | Vania King Jaroslava Švedova                         | Liezel Huber Nadja Petrova                  | 2–6, 6–4, 7–6(4)        |
| 2011 | Liezel Huber Lisa Raymond                            | Vania King Jaroslava Švedova                | 4–6, 7–67–5, 7–67–3     |
| 2012 | Sara Errani Roberta Vinci                            | Andrea Hlaváčková Lucie Hradecká            | 6–4, 6–2                |
| 2013 | Andrea Hlaváčková Lucie Hradecká                     | Ashleigh Barty Casey Dellacqua              | 6–7(4–7), 6–1, 6–4      |
| 2014 | Jekaterina Makarova Jelena Vesnina                   | Martina Hingis Flavia Pennetta              | 2–6, 6–3, 6–2           |
| 2015 | Martina Hingis Sania Mirza                           | Casey Dellacqua Jaroslava Švedova           | 6–3, 6–3                |
| 2016 | Bethanie Mattek-Sands Lucie Šafářová                 | Caroline Garcia Kristina Mladenovic         | 2–6, 7–6(7–5), 6–4      |
| 2017 | Chan Yung-jan Martina Hingis                         | Lucie Hradecká Kateřina Siniaková           | 6–3, 6–2                |
| 2018 | Ashleigh Barty CoCo Vandeweghe                       | Tímea Babos Kristina Mladenovic             | 3–6, 7–6(7–2), 7–6(8–6) |
| 2019 | Elise Mertens Arina Sabalenka                        | Viktorija Azarenka Ashleigh Barty           | 7–5, 7–5                |
| 2020 | Laura Siegemund Vera Zvonarjova                      | Nicole Melichar Xu Yifan                    | 6–4, 6–4                |
| 2021 | Samantha Stosur Žang Šuai                            | Coco Gauff Caty McNally                     | 6–3, 3–6, 6–3           |
| 2022 | Barbora Krejčiková Kateřina Siniaková                | Caty McNally Taylor Townsend                | 3–6, 7–5, 6–1           |
| 2023 | Gabriela Dabrowski Erin Routliffe                    | Laura Siegemund · Vera Zvonarjova           | 7–6(11–9), 6–3          |
| 2024 | Ljudmila Kičenok Jeļena Ostapenko                    | Kristina Mladenovic Žang Šuai               | 6–4, 6–3                |